# أنغوس
أنغوس (بالإنجليزية: Angus)‏ هي إحدى المناطق الإدارية لاسكتلندا. وتشتهر بالزراعة وصيد السمك. ومن أهم منتجاتها سلاسل البقر المشهورة باسم بقر أنغوس.

## أعلام
- جيمس بومان ليندساي
- لويس سبينس
- جيمس مل
- دونالد الثالث ملك اسكتلندا
- ويليام براون
- جون برينغل نيكول
- فيوليت جاكوب

## وصلات خارجية
- Angus Council
- أنغوس على مشروع الدليل المفتوح
- Website showcasing the best of Angus
- Dundee and Angus information portal
- Angus walks